# Adam (scultore tedesco XV secolo)
Adam (fl. XV secolo) è stato uno scultore tedesco.

## Biografia
Attivo a Colonia, insieme ad altri artigiani ricevette nel 1487 l'incarico di progettare la parte ovest del Duomo di san Vittore a Xanten.